# Lodewijk Cornelis Josephus Andreas van Meeuwen
Jonkheer Lodewijk Cornelis Josephus Andreas van Meeuwen ('s-Hertogenbosch, 4 november 1844 - aldaar, 1 september 1927) was een Nederlands jurist en  president van de arrondissementsrechtbank en later het gerechtshof in 's-Hertogenbosch.

## Biografie

### Familie
Van Meeuwen was een telg uit het geslacht Van Meeuwen en een zoon van jhr. mr. Eduardus Johannes Petrus van Meeuwen (1802-1873), bij zijn geboorte advocaat-generaal bij het Bossche gerechtshof, en Cornelia Theresia Hanssen (1806-1852). Hij was een broer van jhr. mr. Pieter Maria Frans van Meeuwen (1837-1913), president van hetzelfde gerechtshof. Hij trouwde in 1873 met Henrica Antonia Theresia Maria Mahie (1848-1917), met wie hij vier kinderen kreeg, onder wie jhr. mr. Eduard Anton Eugène van Meeuwen (1876-1946), later vicepresident van datzelfde gerechtshof. Hij was de schoonvader van mr. Willem Maria van Lanschot (1869-1941), onder andere lid van de Eerste Kamer der Staten-Generaal, en van mr. Frans Johan van Lanschot (1875-1949), onder andere burgemeester van Den Bosch.

### Loopbaan
Van Meeuwen groeide op te 's-Hertogenbosch. Hij verhuisde naar Den Haag, maar keerde later terug naar 's-Hertogenbosch. Hij promoveerde in 1867 magna cum laude in de rechten aan de Universiteit Leiden. Van 1867 tot en met 1873 was hij advocaat in 's-Hertogenbosch. In 1872 werd hij benoemd tot rechter-plaatsvervanger bij de arrondissementsrechtbank en in 1873 volgde zijn benoeming tot rechter. Begin 1890 werd hij benoemd tot vicepresident en kort daarop president van de rechtbank. In 1889 stond hij op de lijst van aanbeveling voor een plaats in de Hoge Raad, maar hij had geen belangstelling voor deze functie. Bij het vertrek van zijn broer als president in 1909 volgde hij die op bij het gerechtshof. Onder zijn voorzitterschap werd een nieuw Paleis van Justitie aan de Spinhuiswal gebouwd, waarvan het eerste ontwerp uit 1911 dateert en dat uiteindelijk, na vertragingen, op 1 september 1922 in gebruik werd genomen. Per 1 januari 1925, hij was toen 80 jaar, verzocht hij om ontslag als president, dat hem ook verleend werd. 
Van Meeuwen was van 1877 tot 1907 lid van de gemeenteraad van Den Bosch. Daarnaast was hij, net als zijn broer, bestuurslid van het Provinciaal Genootschap van Kunsten en Wetenschappen in Noord-Brabant.
Jhr. mr. L.C.J.A. van Meeuwen was Ridder in de Orde van de Nederlandse Leeuw en Grootofficier in de Orde van Oranje-Nassau. Hij overleed in zijn geboorteplaats op 82-jarige leeftijd.